# OSO 2
OSO–2 (Orbiting Solar Observatory) amerikai napkutató műhold.

## Küldetés
A program célja Napkutatás. A Nap elektromágneses sugárzásának vizsgálata az ultraibolya és a röntgentartományban, valamint az égbolt, a geokorona és az állatövi fény tanulmányozása.

## Jellemzői
Tervezte a NASA, építette Ball Brothers Research Corporation (BBRC).
Megnevezések: OSO–2 (Orbiting Solar Observatory); OSO B2 ; S-17 (Science); COSPAR:1965-007A . Kódszáma: 987.
1965. február 3-án Floridából, a Légierő (USAF) Cape Canaveral rakétaindító bázisáról, az LC–17B (LC–Launch Complex) jelű indítóállványról, egy Thor–Delta (411/D29) hordozórakétával állították alacsony Föld körüli pályára (LEO = Low-Earth Orbit). Az orbitális pályája 99,40 perces, 32,87 fokos hajlásszögű, elliptikus pálya perigeuma 550 kilométer, az apogeuma 634 kilométer volt.
Tömege 247 kilogramm. Mérési adatait magnóra rögzítette, illetve közvetlenül a földi állomásokra továbbította. 1966. március 3-án befejezte aktív szolgálatát.
1989. augusztus 9-én 8952 nap (24,51 év) után belépett a légkörbe és megsemmisült.